# Гущівський (заказник)
Гущівський — ботанічний заказник місцевого значення в Черкаському районі Черкаської області, створений рішенням ОВК Черкаської області від 11.03.1976 р. № 136 для охорони популяції сну чорніючого — рослини, занесеної до Червоної книги України.
Заказник розташований у кварталі 56 Чигиринського лісництва, на лівій першій надзаплавній терасі річки Тясмин. Назва заказника походить від назви лісового урочища «Гущівське», що поширюється на південний захід від с. Гущівка (село нині затоплене водами Кременчуцького водосховища).

## Галерея

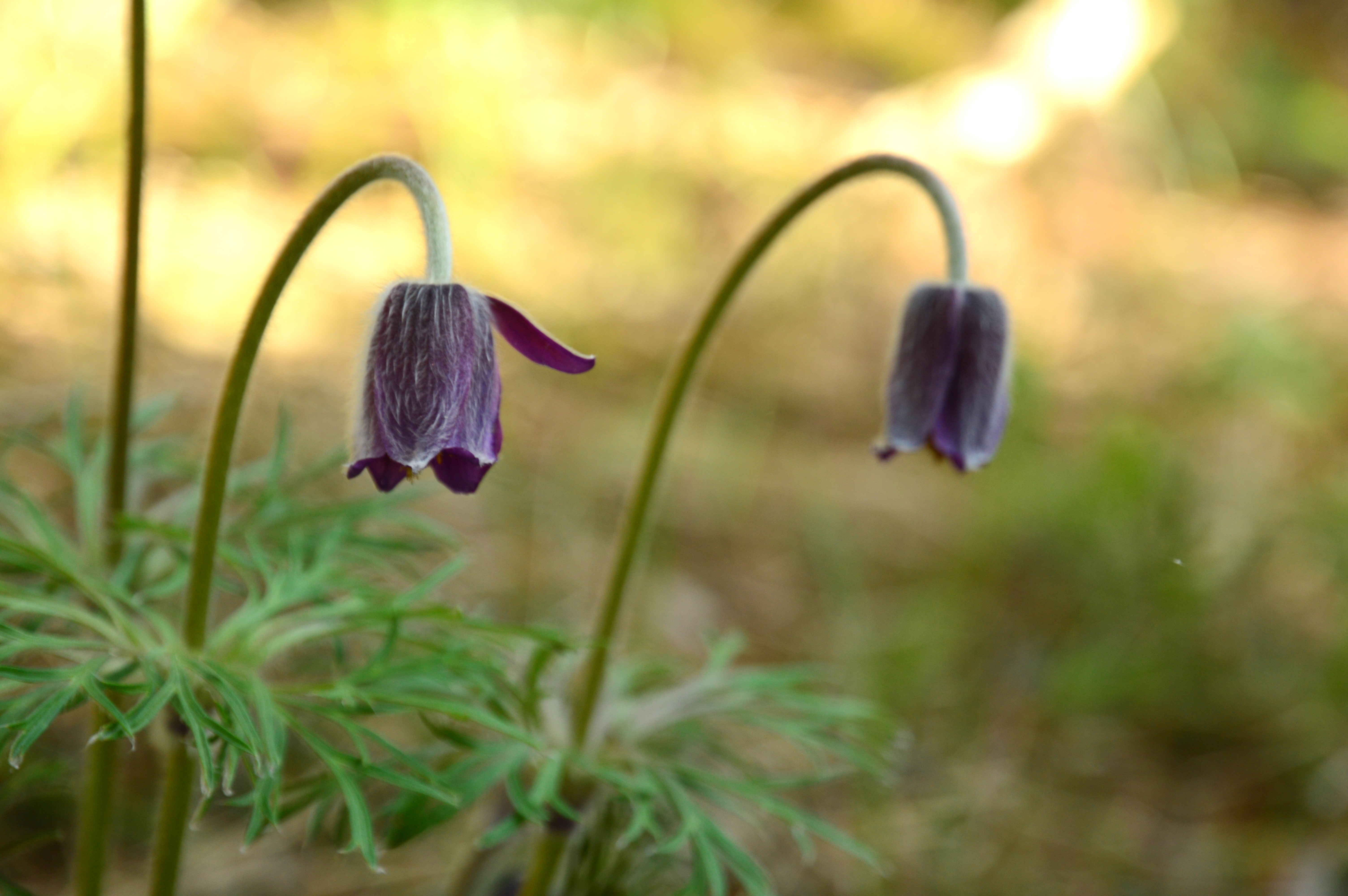
Сон чорніючий
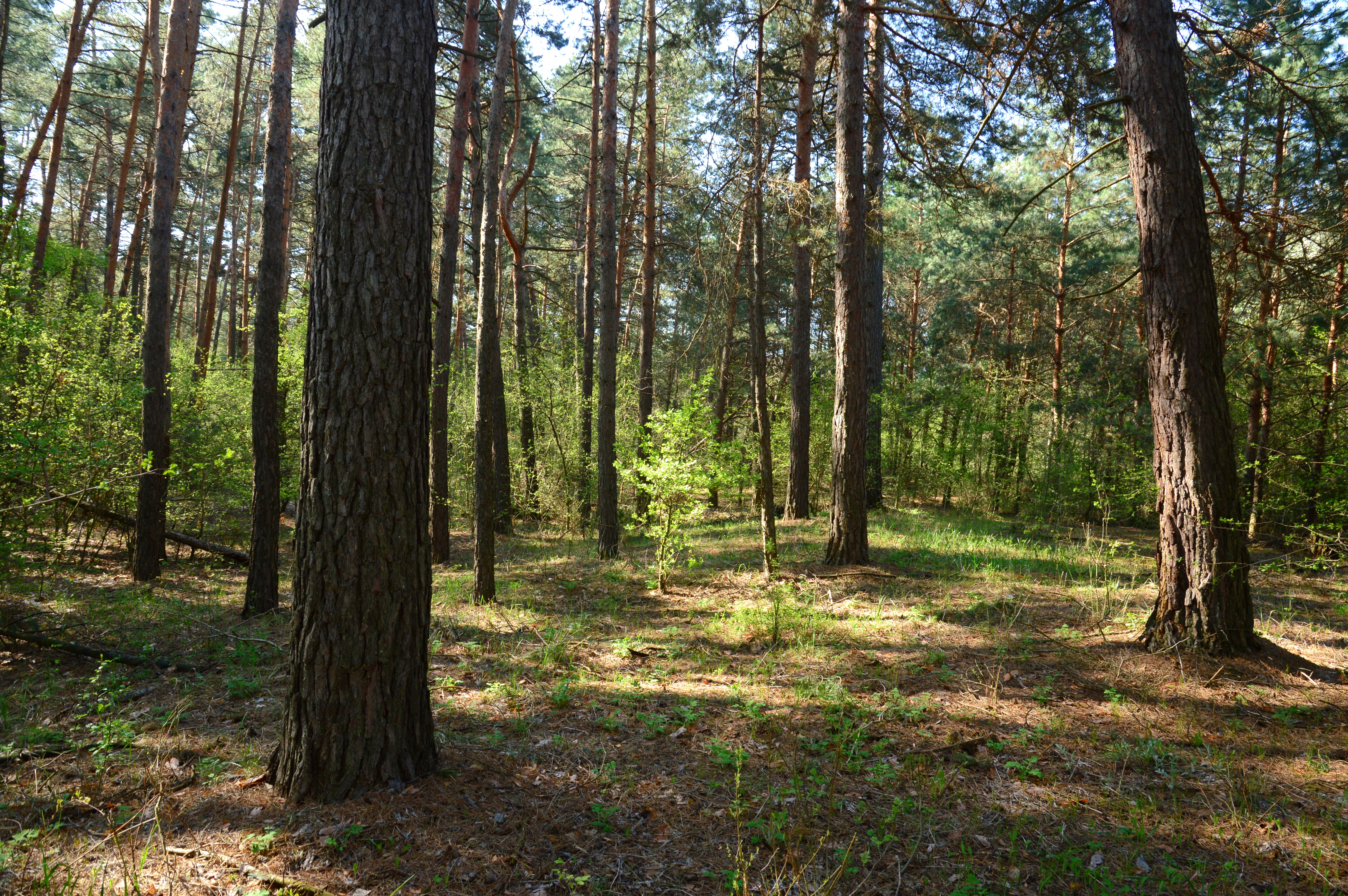
Старовіковий ліс
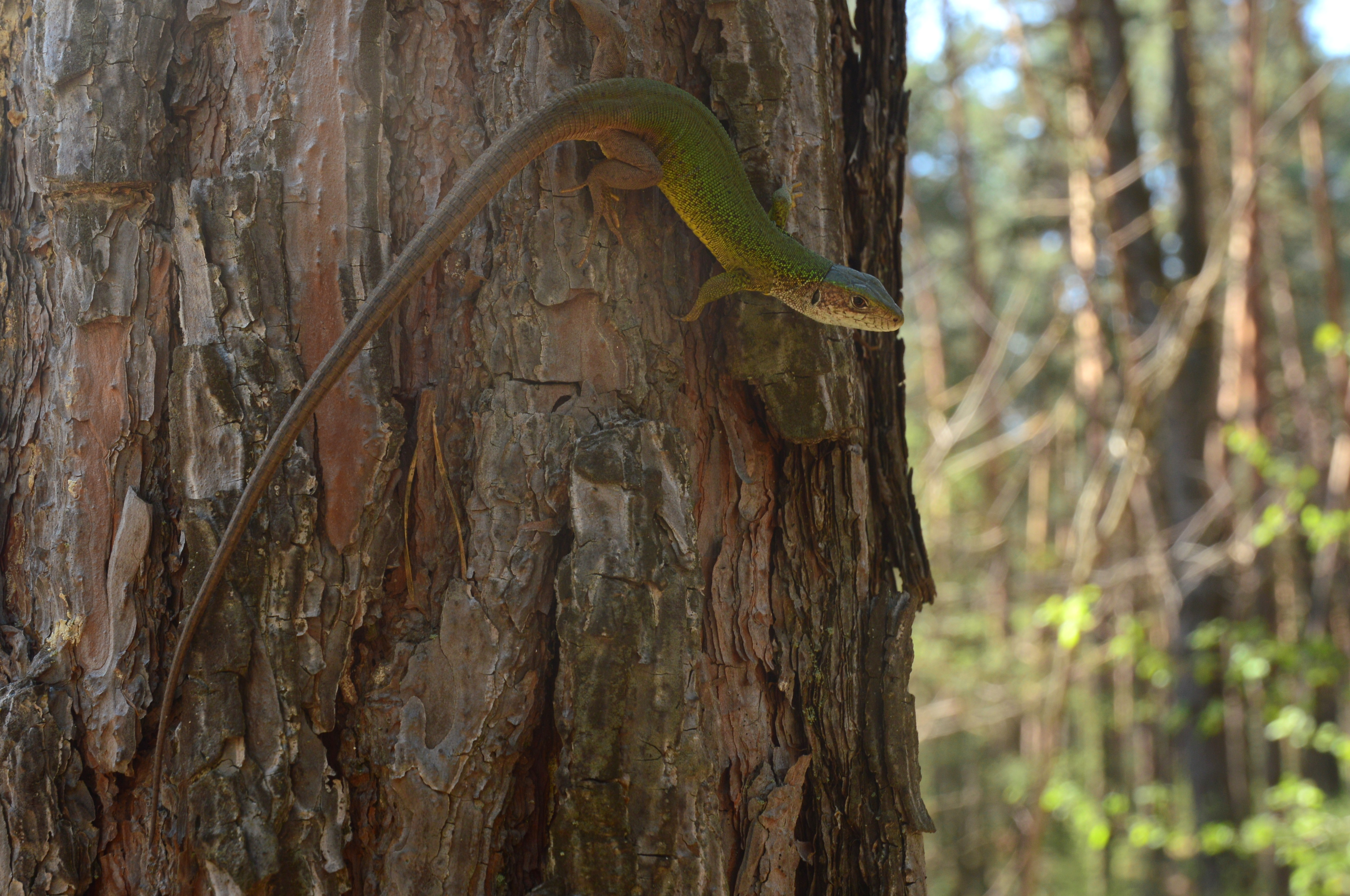
Ящірка зелена